# Tricalysia fangana
Tricalysia fangana là một loài thực vật có hoa trong họ Thiến thảo. Loài này được (N.Hallé) Robbr. miêu tả khoa học đầu tiên năm 1987.